# Floris Gerts
Floris Gerts (Maastricht, 3 maggio 1992) è un ex ciclista su strada olandese, attivo in formazioni UCI dal 2014 al 2019.

## Carriera
Professionista dal 2016 con la BMC Racing Team, dopo il 2015 nella formazione giovanile e, per un periodo, come stagista nella stessa BMC, ha colto la sua prima vittoria imponendosi alla Volta Limburg Classic 2016, sul traguardo di Eijsden. Nel 2018 è passato alla Roompot, mentre nel 2019, ultimo anno di attività, è alla Tarteletto-Isorex.

## Palmarès
- 2015 (BMC Development, quattro vittorie)

Dorpenomloop Rucphen
6ª tappa Tour de Normandie (Torigni-sur-Vire > Caen)
2ª tappa Triptyque Ardennais
Omloop Het Nieuwsblad Under-23
- 2016 (BMC, una vittoria)

Volta Limburg Classic

## Piazzamenti

### Classiche monumento
- Giro delle Fiandre

2018: ritirato
- Parigi-Roubaix

2016: 96º
- Liegi-Bastogne-Liegi

2017: ritirato